# Char funèbre de Louis XVIII

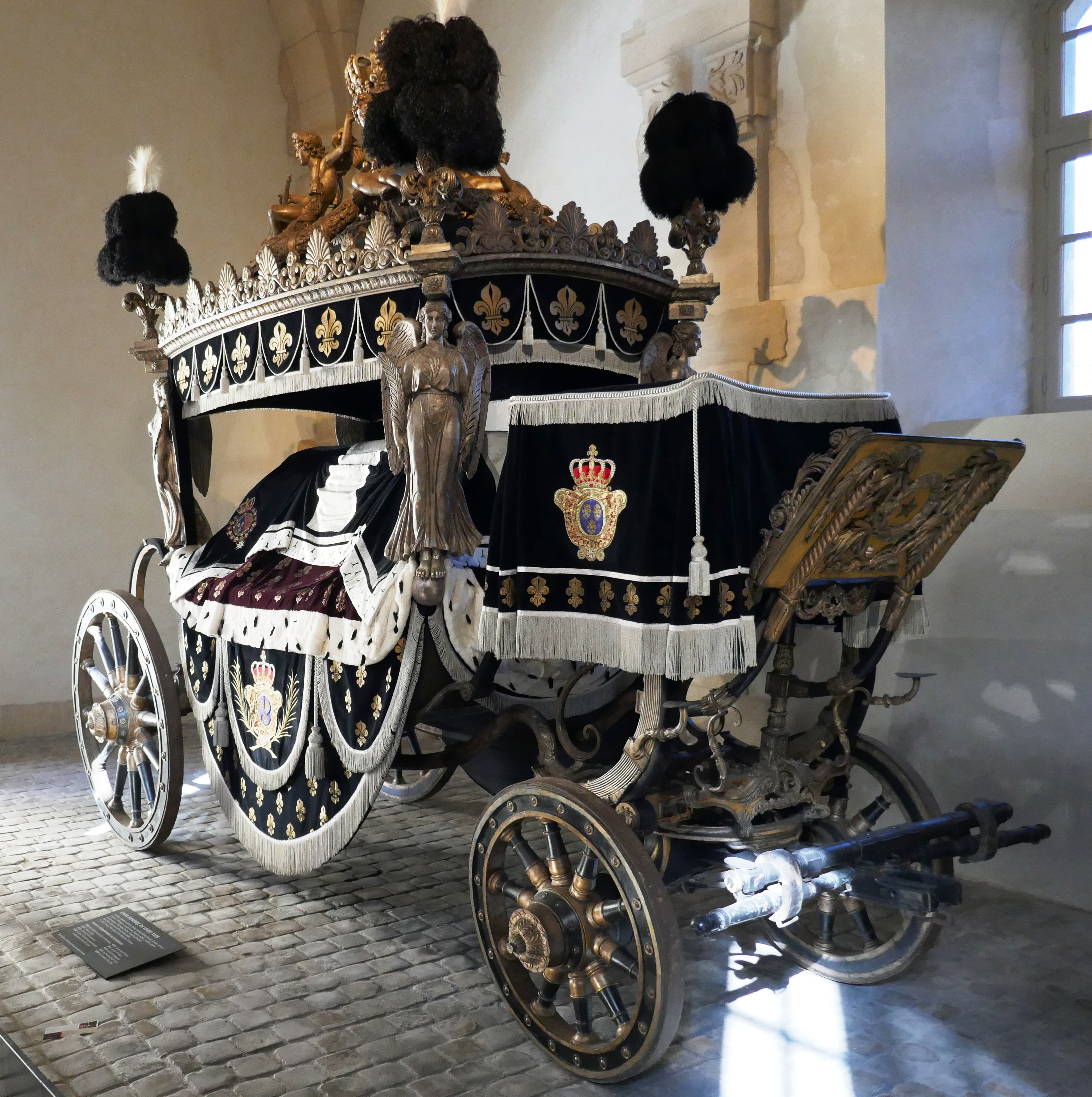
Char funèbre de Louis XVIII exposé dans la galerie des Carrosses, dans la Grande Écurie de Versailles.

Le char funèbre de Louis XVIII est un corbillard hippomobile utilisé pour les funérailles du roi Louis XVIII de France, le 23 septembre 1824. Il s’agit du seul corbillard royal conservé en France.

## Histoire
Conçu en 1809 pour les obsèques du maréchal Lannes, duc de Montebello, ce char funèbre est construit à partir d’éléments préexistants et porte les marques de trois carrossiers : Prelot, Devaux et Daldrigen. Il est transformé par la suite pour transporter le corps du duc de Berry, neveu de Louis XVIII et probable héritier du trône, assassiné en 1820.
Le 16 septembre 1824, Louis XVIII meurt à l’âge de 68 ans. Les chambres du Parlement votent des
crédits exceptionnels pour l’organisation des funérailles du monarque, censées redorer l’image de la contestée dynastie des Bourbons. Le char est à nouveau remanié pour porter, le 23 septembre 1824, la dépouille du roi depuis le palais des Tuileries jusqu’à la basilique Saint-Denis, la nécropole des souverains français, tandis que cent un coups de canon sont tirés dans la cour des Tuileries. Attelé à huit chevaux blancs caparaçonnés de velours noir brodé de larmes d’argent et ourlé de franges, il crée alors « une impression de majesté et de tristesse ».
Le carrosse est ensuite utilisé pour d’autres obsèques, dont celles du dernier prince de Condé (1830), du maréchal Mortier (1835) et de deux présidents de la IIIe République, Sadi Carnot (1894) et Félix Faure (1899). Aujourd’hui exposé dans la galerie des Carrosses à Versailles, c’est le seul corbillard royal conservé en France.

## Description
Le char funèbre mesure 4,66 mètres de haut, 5,70 mètres de long et 2,58 mètres de large, pour un poids de 2,5 tonnes.
Le décor est en bois sculpté et doré d’or blanc, avec des anges cariatides porteurs de palmes, symbolisant l’espérance de la résurrection, et des génies funèbres renversant une torche, symbole de la mort. Au sommet, la couronne de France est soutenue par un bouquet de lys au naturel. La galerie est sculptée de palmettes et de fleurs de lys aux angles, qui servent de vases pour des plumes d'autruche (noires) et d’aigrette (blanches).

Détails du char funèbre
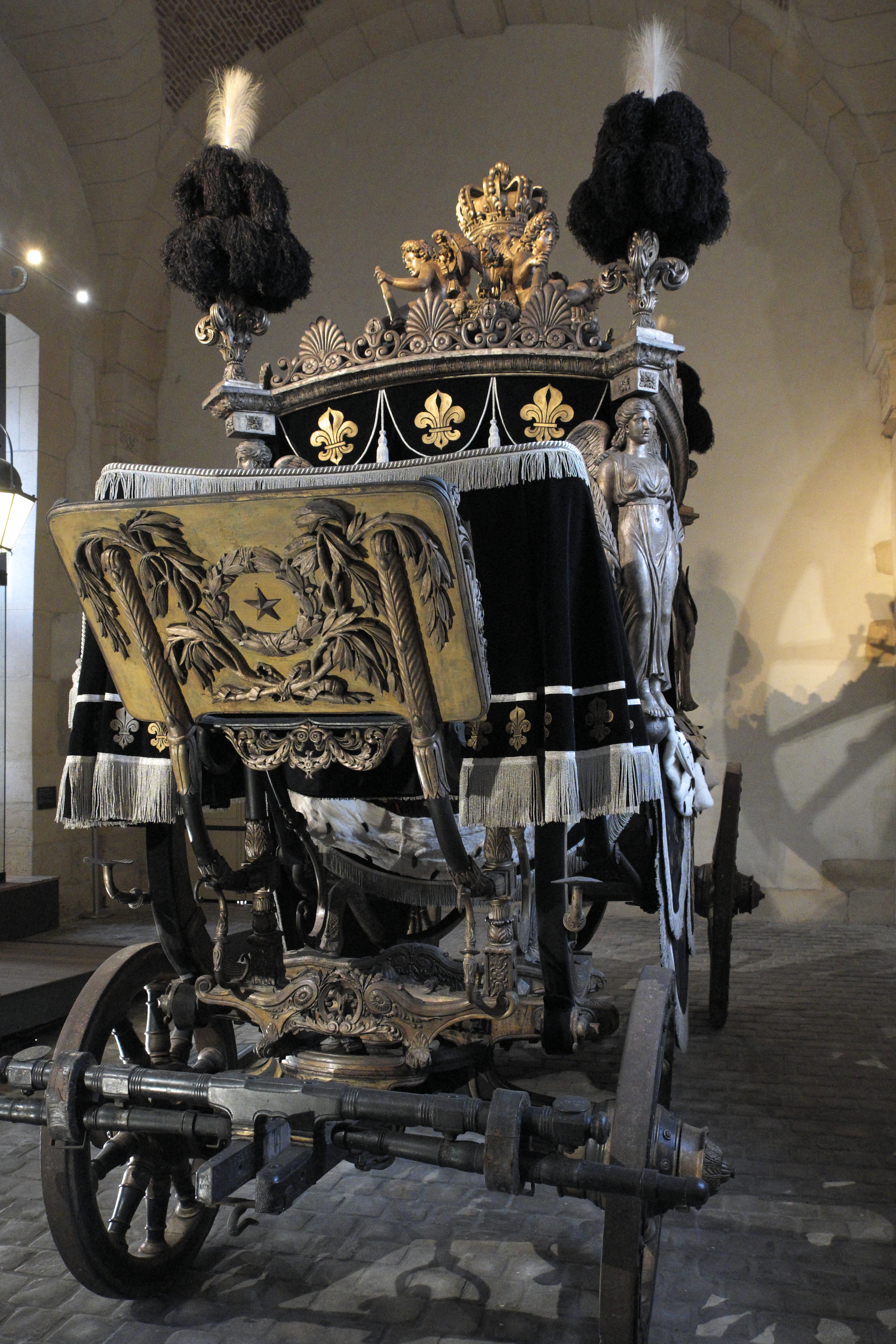
Attelage et siège du cocher.
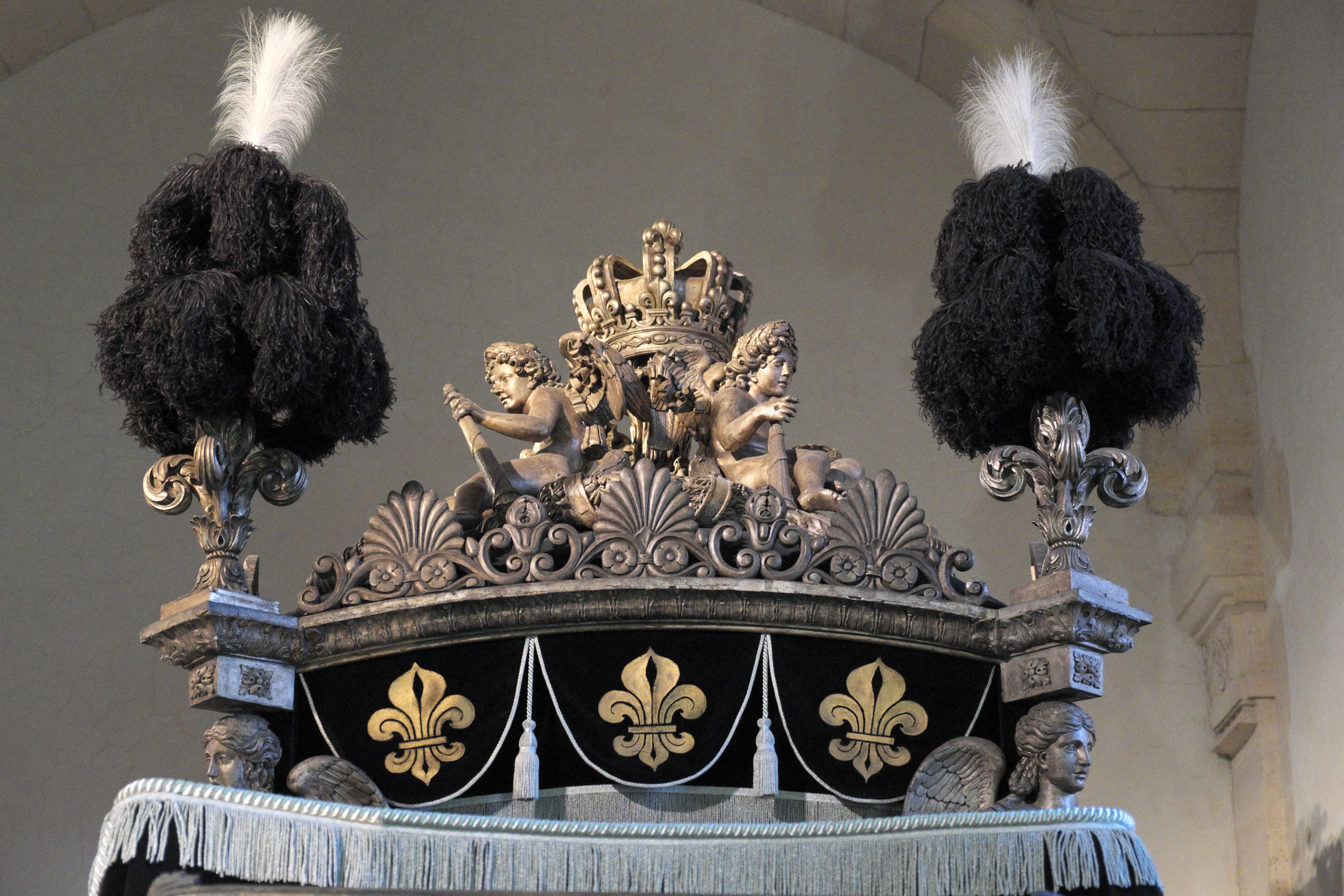
Palmettes et fleurs de lys sculptées, surmontées de plumes.
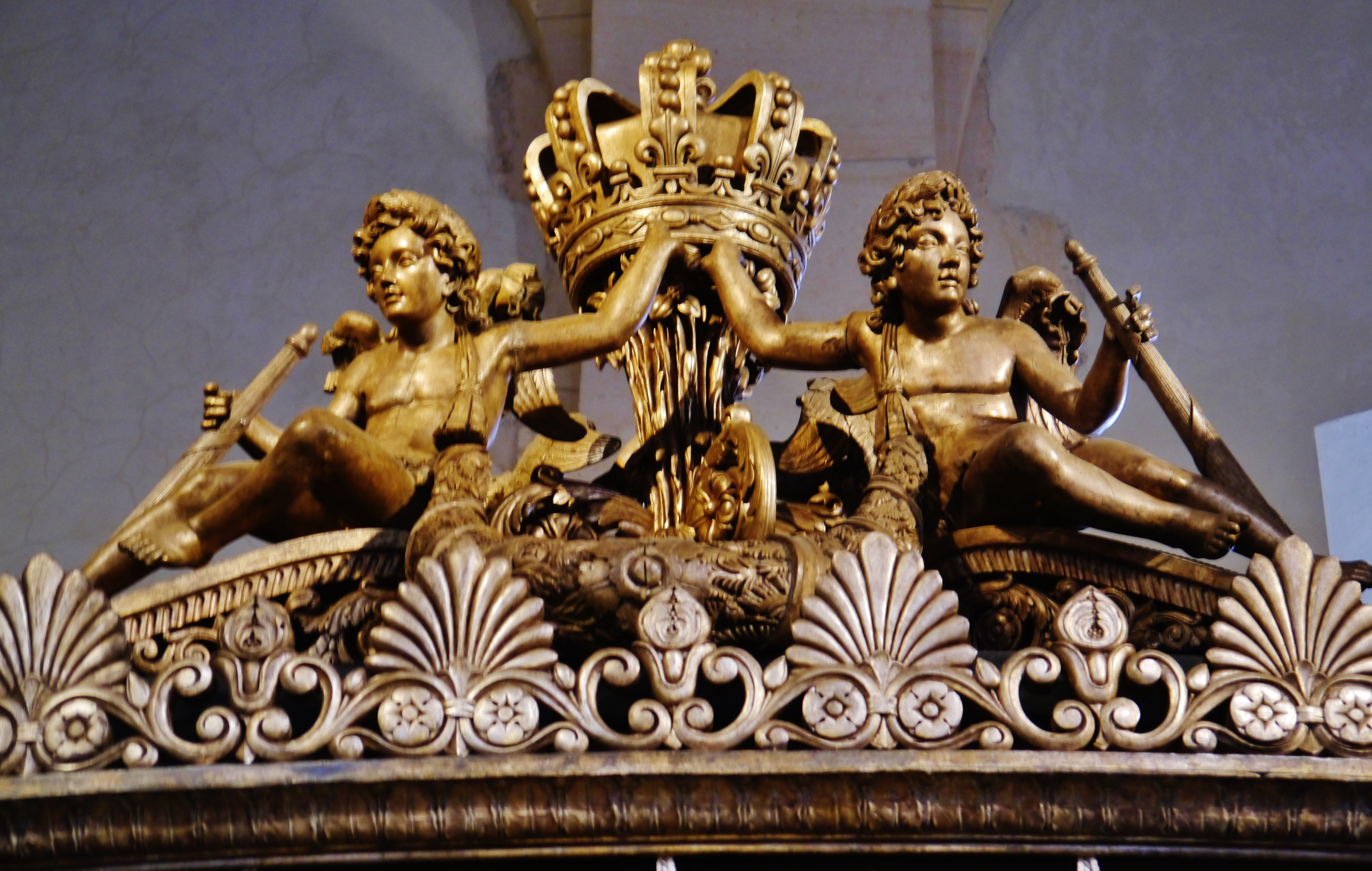
Couronne de France et génies funèbres renversant une torche.
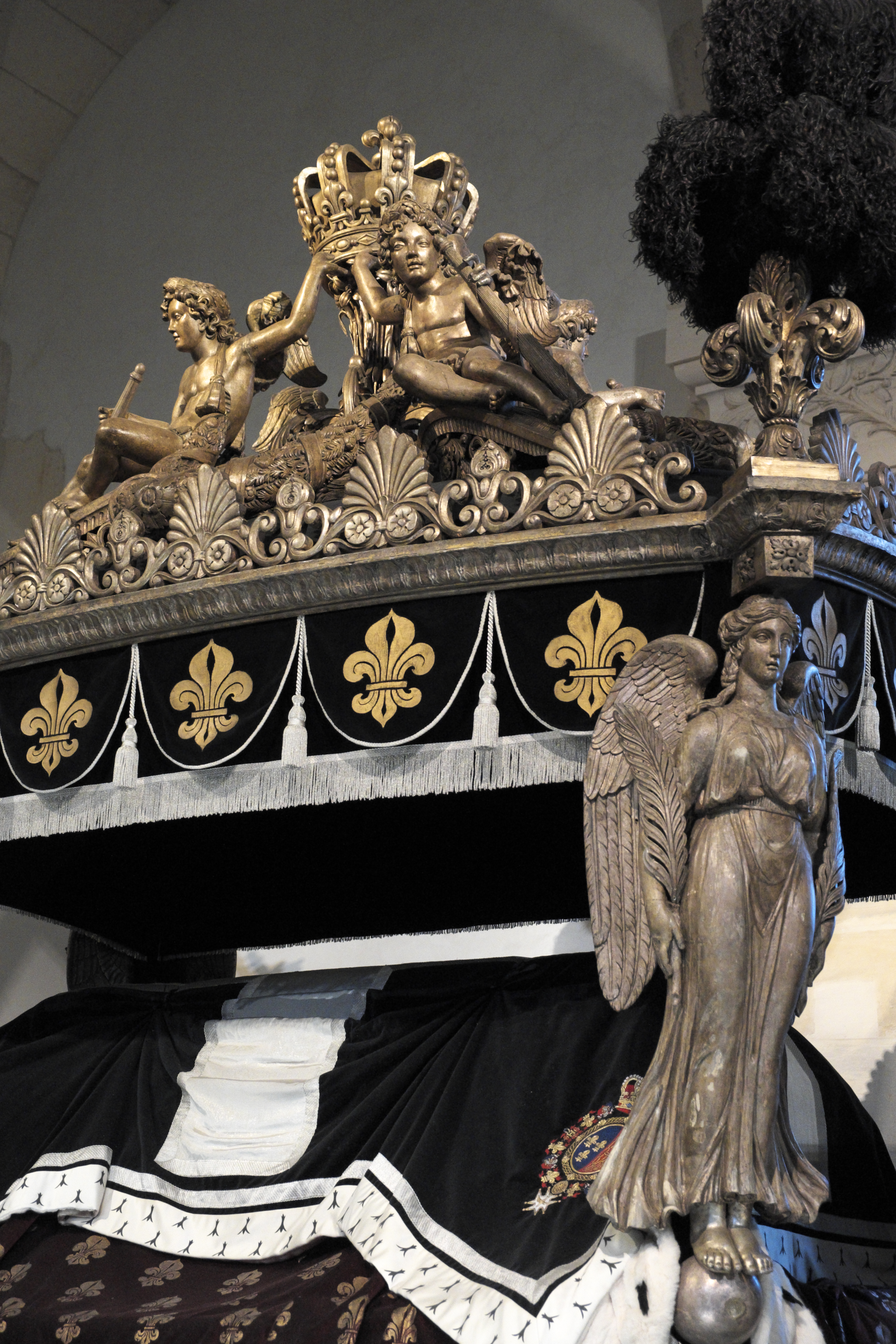
Ange cariatide (à droite).

### Article de revue
- Daniel Meyer, « Le char funèbre de Louis XVIII : un témoignage des dernières obsèques royales françaises », L'Estampille - L'Objet d'art, no 304,‎ 1996, p. 84-90.

### Sources primaires
- Pascal Moreaux, Les funérailles de Louis XVIII : historique et restauration du char funèbre, Paris, AMFN, sans date, 47 p. (présentation en ligne).
- Béatrix Saule, Visite du Musée des Carrosses, Versailles, éditions Artlys, septembre 2004, 48 p. (ISBN 978-2-85495-089-2).